# Gregor Herten
Leonhard Gregor Herten (* 29. April 1955 in Korschenbroich, Nordrhein-Westfalen) ist ein deutscher Physiker, Forscher und Hochschullehrer. 

## Wissenschaftlicher Werdegang
Gregor Herten studierte Physik an der RWTH Aachen, an der er 1983 promoviert wurde. Anschließend war er von 1984 bis 1986 Research Fellow am Europäischen Zentrum für Kern- und Teilchenphysik, CERN. Von 1986 bis 1992 war er Professor für Physik am Massachusetts Institute of Technology (MIT), Cambridge, MA, USA, zunächst als Assistant Professor und später als Associate Professor. Von 1992 bis 2023 war er Professor für Experimentalphysik an der Universität Freiburg; seit Oktober 2023 im Ruhestand.

## Forschungsaktivitäten
Die Forschungsschwerpunkte von Gregor Herten liegen in der Untersuchung der elementaren Bausteine der Materie und ihrer Wechselwirkungen mit Hilfe von hochenergetischen Teilchenbeschleunigern. Wichtige Beiträge und Ergebnisse seiner Forschung führten zur Entdeckung des Gluons und zum Nachweis elektroschwacher Prozesse am PETRA Speicherring des Deutschen-Elektronen Synchrotrons, DESY, Hamburg.
Mit seiner Arbeitsgruppe an der Universität Freiburg entwickelte und baute er große, präzise Teilchendetektoren für Myonen für das ATLAS-Experiment am Large Hadron Collider, LHC des CERN, die entscheidend zur Entdeckung des Higgs Bosons beitrugen. Weitere wichtige Beiträge zur Überprüfung des Standardmodells der Teilchenphysik sind präzise Messungen des Zerfalls von Z-Boson Zerfällen am Large Electron-Positron Collider (LEP), sowie die Suche nach neuen Teilchen jenseits des Standardmodells und die Untersuchung schwerer Quarks am LHC. Im Jahr 2024 veröffentlichte er zusammen mit Christoph Berger das Lehrbuch mit dem Titel „Elementarteilchenphysik“.

## Wissenschaftsmanagement
Gregor Herten war von 1995 bis 2000 Prorektor für Forschung an der Universität Freiburg. Darüber hinaus war er deutscher wissenschaftlicher Delegierter im CERN Council und von 2007 bis 2009 dessen Vizepräsident. Er war Mitglied und von 2005 bis 2008 Vorsitzender der Commission C11 on Particles and Fields der International Union of Pure and Applied Physics (IUPAP). Von 2013 bis 2015 leitete er die Sektion Materie und Kosmos (SMuK) und den Fachverband Teilchenphysik der Deutschen Physikalischen Gesellschaft (DPG). Darüber hinaus war Gregor Herten als wissenschaftlicher Berater in Gremien und Ausschüssen von DESY, CERN, BMBF und DFG tätig. 